# Andorno Micca
Andorno Micca (Andorn in piemontese) è un comune italiano di 3 023 abitanti della provincia di Biella in Piemonte.

## Geografia fisica
Il comune dista circa sei chilometri dal capoluogo, Biella, e sorge attorno all'antico nucleo di Andorno Cacciorna, sul versante sinistro della bassa valle Cervo (che prende il nome dal torrente omonimo), in una piana alluvionale situata ai piedi delle Prealpi biellesi.
In tempi remoti, il locale territorio si estendeva, a ovest, fino alla Valle del Lys (o Valle di Gressoney) e, a nord-est, alla Valsesia, ed era attraversato da un'antica via di epoca romana che conduceva, attraverso la Valle d'Aosta, fino in Gallia.
- Classificazione sismica: zona 4 (sismicità molto bassa)[5]

## Storia

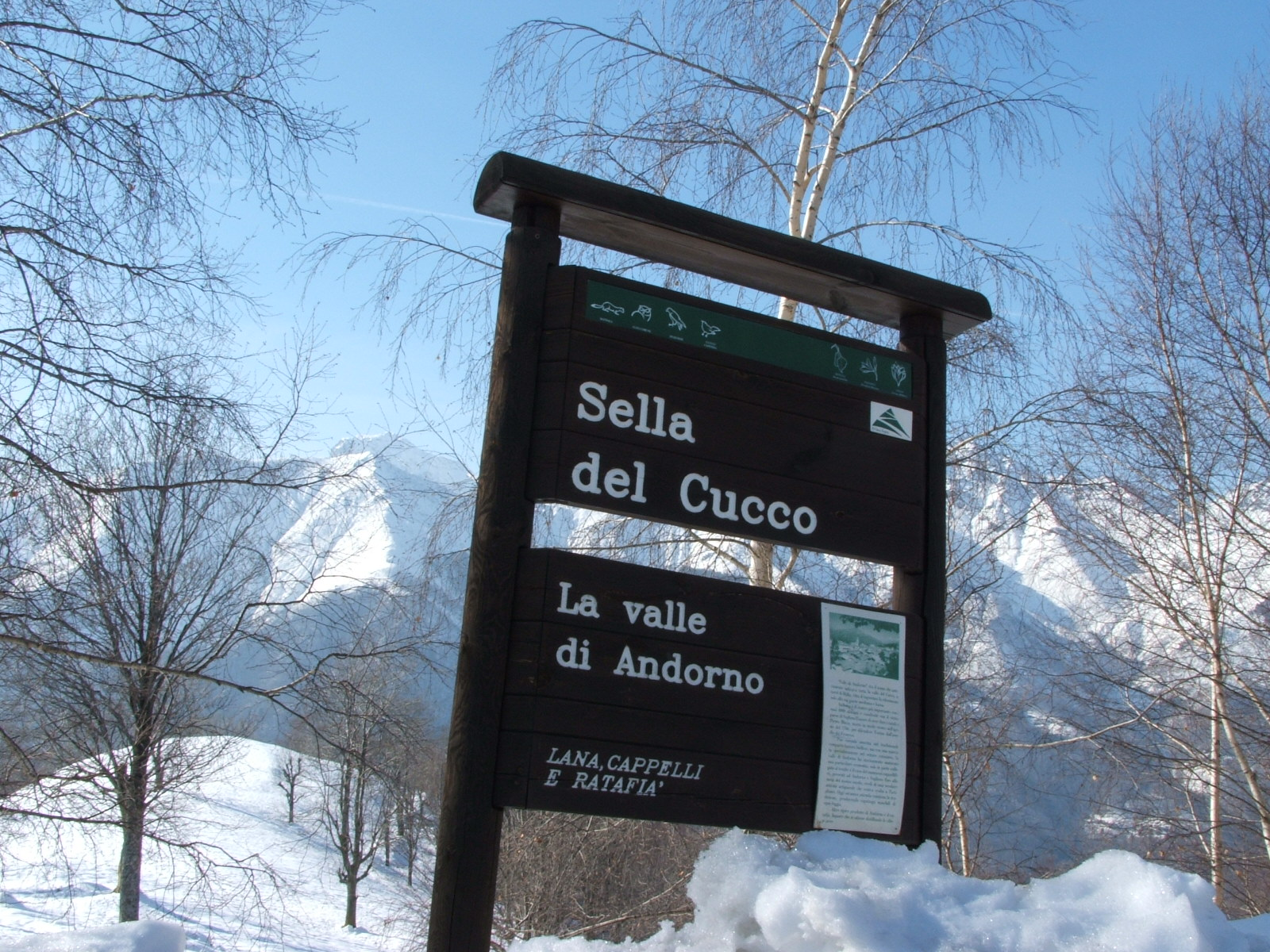
Terra di lana, cappelli e Ratafià

### L'antichità
La zona di Andorno, già in epoca romana doveva avere degli insediamenti, attestati sia dal toponimo, sia dal ritrovamento di settanta monete antoniniane a Passo Breve, lungo un percorso che conduceva attraverso i vari passi sino in Valle d'Aosta e poi nelle Gallie.
Il comune prende il nome da Pietro Micca, eroe dell'assedio di Torino del 1706, il cui luogo di nascita è in realtà conteso fra la stessa Andorno e la confinante cittadina di Sagliano Micca, dove si trova quella che si ritiene sia stata la casa natale del patriota.

### Il Medioevo
Il nome di Andorno ricorre dall'epoca medievale, e compare sotto la forma di Andurnum o Andornum in un atto di donazione del 29 gennaio 963, quando la corticula venne donata dall'allora imperatore Ottone I al conte Aimone di Cavaglià. Donazione che venne confermata il 22 ottobre 985 da Ottone II a suo figlio Manfredo; il 7 maggio 999 lo stesso Ottone concesse il borgo a Leone, vescovo di Vercelli, insieme a Molinara, regione Molinetto, privandone i Conti di Cavaglià, partigiani del suo nemico Arduino d'Ivrea.
L'Arcidiocesi di Vercelli mantenne il dominio sul comune e sulla valle grazie a nuove conferme della donazione, il 1º novembre 1000 e il 15 ottobre 1152, firmate da Federico Barbarossa. Dopo questo diploma troviamo ancora la dominazione vescovile in statuti del 1263 e del 1290, conservati in due pergamene custodite presso l'archivio comunale di Biella, che testimoniano la promulgazione di norme imposte prima dal gastaldo del vescovo Martino Avogadro e in quello più recente dai membri eletti dai consoli e dai gastaldi in accordo fra diocesi e comuni.

### Il Rinascimento
Nel 1371 si verificò un forte attrito tra gli abitanti e il vescovo, quando Giovanni Fieschi esasperò gli animi degli andornesi, divenuti ormai troppo insofferenti di fronte alle sue pretese. Per questo assalirono il castello posto su di un'altura e imprigionarono il Fieschi, rubandone i beni qui custoditi. Nel 1378 il vescovo Ibleto Fieschi concedeva il feudo per 4.000 ducati al conte Federico di Challant, e convinse gli andornesi a sottomettersi ai Savoia. Dopo la dedizione del 29 ottobre 1379 il conte Amedeo VI di Savoia divenne proprietario del castello e lo affidò a Giovanni Duco di Moncalieri, a Giraudo de Cresto, Francescino Tua di Mongrando, Sibueto Rivoire, Bonifacio de Strada de Vallice, e dopo la morte di questi ai suoi diretti familiari e fece parte del mandamento di Biella.
Dopo la metà del Quattrocento gli andornesi, stanchi di subire violenze, vessazioni e attacchi di ogni tipo da parte di Biella, inviarono suppliche e memoriali a casa Savoia. Nel 1488 Giuseppe Orsi, favorevole ai Biellesi, scrisse una cronaca dedicata a tali contrasti. Finalmente il 17 maggio 1561 Emanuele Filiberto I di Savoia accordò lo smembramento del territorio, con la formazione di una comunità indipendente con un proprio podestà eletto da una terna di andornesi, ufficiali e magistrati. Infine con il diritto di avere un proprio mercato settimanale.

#### La Guerra per il Mercato
La valle si poteva considerare un Comune unico, già allora ricco di piccoli centri. Vi erano chiesa fiorenti ad Andorno, Campiglia, Montesinaro e a Rosazza. La Valle, ricca allora di boschi e acque, attrasse legnaioli della Valsesia e per l'epoca permise buoni pascoli e buona agricoltura. Questi prodotti erano poi importati e venduti nel mercato di Biella, ma tanti venivano invece venduti ad Andorno in un più modesto mercatino che fioriva già da tempo, proprio negli stessi giorni in cui si svolgeva il mercato di Biella. La peste che ci fu nell'anno del signore 1348 e le lotte contro Giovanni Fieschi, un vescovo battagliero che avanzava diritti e pretese sul Biellese e Andorno, e che, ricorrendo anche alla violenza, si era fatto costruire un solido castello. Tutto questo era servito a risvegliare nella gente del comune sentimenti di indipendenza che erano sfociati, poi, nella dedizione di Andorno ai Savoia. Nel 1443 scoppiarono forti dissensi per il pedaggio imposto dai Bertodano e per l'obbligo di recarsi a Biella ad amministrare la giustizia, la quale tendeva soprattutto ad impedire il Mercato di Andorno, divenuto ormai una consuetudine e ingranditosi troppo.
Dopo proibizioni e concessioni, si giunse a una svolta, nel 1485, quando da Carlo I la Valle Cervo ottenne un mercato da tenersi il lunedi. Gli abitanti del Comune festeggiarono l'avvenimento e giunsero a invitare gli abitanti di Biella a esporre le loro merci ad Andorno, Scandalo e scalpore: per questo evento i biellesi ottennero l'annullamento del decreto di Carlo I. Ma gli Andornesi fecero sapere che avrebbero preferito la morte e così, quando da Biella un manipolo di soldati accompagnò Pietro Gromo e Giacomo Bertodano, signore di Tollegno, ad affliggere il decreto di annullamento del mercato, il centro del Comune, apparve misteriosamente deserto.
Nel momento in cui il primo colpo di mazza afflisse il Comune, sito in piazza Chiesa (chiesa di san Lorenzo, che hai giorni d'oggi non esiste più il comune lì), le campane suonarono e gli abitanti balzarono con bastoni e arnesi da lavoro. I biellesi a quel punto dovettero ritirarsi. La notizia di quella battaglia procurò la confisca dei beni e la caccia degli Andornesi, i quali, per risposta si ribellarono e organizzarono un motivo partigiano, detto allora "Banda dei Galùpp".
Nell'agosto del 1486 il Capitano Faciotto, per ordine del Duca, al mattino si scontrò presso il cervo con gli Andornesi che, armati impedirono ai nemici di passare il torrente. Il giorno dopo i biellesi, passata la notte a Tollegno, attaccando da Lorazzo, ma mentre salgono lo scoscendimento che porta al cimitero di Andorno, vengono accolti dal tiro di un'arma segreta... si trattava di un bastone roteato, che colpendo un sasso lanciato in aria lo scaraventava lontano. Mentre la sorpresa ferma gli avanzati, un suono di corno mette in moto gli uomini dell'Alta Valle Cervo, così facendo scendendo da Sagliano, giungono alle spalle dei biellesi, e una squadra di soldati di ventura di S. Germano, assoldati in gran segreto dagli Andornesi, scendono da dietro la Colma a compiere l'accerchiamento. I Biellesi a quel punto confidano in una ritirata strategica e, giunti presso Tollegno, attendono l'assalto da tre parti.
Nell'ottobre del 1487, il duca mandò il Cap. Antonio Foresta a stabilire ad ogni costo la pace. Egli tentò prima con la persuasione e poi, fece occupare di sorpresa da un esercito di 2.500 uomini la Rovella, le colline sopra Miagliano e la terra di Pavignano. All'avanzata delle tre colonne gli andornesi si rifugiarono nell'Alta Valle Cervo e verso il Bocchetto Sessera. Poi intavolarono trattative di resa tramite i concittadini.
Il 10 febbraio 1488 il Duca Carlo Emanuele I approvava la convenzione tra le parti e concedeva agli andornesi, previo pagamento di 2.500 fiorini di multa, il mercato al lunedì, il diritto di macellazione e di osteria, nonché l'esenzione dalle gabelle per il passaggio delle derrate nei suoi territori. Non ottenevano però gli andornesi un loro potestà sempre residente a Biella, ma solo dei consoli di loro nomina.
Tuttavia il mercato, causa di tanta lotta, c'era e c'è ancora oggi e si svolge ogni lunedì mattina di fianco alla chiesa principale di San Lorenzo.

### Il Seicento ed il Settecento
II 18 maggio 1621 il borgo venne elevato al rango di marchesato in favore di Don Emanuel, figlio illegittimo di Carlo Emanuele I, e ceduto nel 1674 ai conti Parella di San Martino. Nel 1649 l'arrivo degli spagnoli portò morte e distruzione. Provenienti da Biella, misero a ferro e fuoco il paese spargendosi per le valli. La resistenza posta dagli andornesi fu vana, a causa del superiore numero degli assalitori e della scarsità di munizioni.
Per evitare il saccheggio il comune pagò in denaro e beni, oltre a consegnare in ostaggio tre cittadini che furono rilasciati solo dopo due settimane. Nel 1649 il comune, che comprendeva in realtà un territorio molto più ampio di quello attuale, venne smembrato. La valle si staccò e nel 1700 si formarono diversi comuni. Il 1720 vide la soppressione del marchesato per ordine del re Vittorio Amedeo II di Savoia e Andorno fu, prima, ceduto al conte Ibleto di Challant e poi, nel 1722, a Tommaso Mathis di Bra, con il titolo di Conte di Cacciorna.

### La rivoluzione francese e l'era moderna
La storia del borgo e del territorio circostante non ebbe più grandi scossoni fino al 14 dicembre 1798 quando venne eretto l'albero della Libertà a seguito dei moti rivoluzionari francesi. All'epoca si distinsero i fratelli Galliari, Bernardino, Fabrizio e Giovanni Antonio, figli di Giovanni, pittore di capacità modeste. Il più noto, comunque, rimane Bernardino, vissuto tra il 1704 ed il 1794 scenografo di professione, pittore alla corte di Prussia a Berlino.
Nel 1898 Don Lorenzo Perosi compose in questa località – come ricorda una lapide affissa sulla casa parrocchiale – la maggior parte del suo oratorio La Risurrezione di Cristo.
Nel 1929 nasce il comune di Andorno Micca dall'unione di Andorno Cacciorna con alcuni comuni limitrofi, tra cui Sagliano (luogo natio di Pietro Micca poi diventato Sagliano Micca), Tavigliano, Miagliano (luogo natio di Giovanna Monduro, bruciata viva nei pressi di un ruscello il 17 agosto 1471 con l'accusa di stregoneria) e San Giuseppe di Casto (non più ricostituito nel dopoguerra).
Durante la seconda guerra mondiale Andorno fu uno dei numerosi comuni oggetto di rastrellamenti da parte di nazifascisti attaccati dai partigiani biellesi. Da qui furono condotti a Biella dodici ostaggi, mentre una staffetta partigiana, Walter Ramella, fu uccisa di fronte al Palazzo comunale. Dopo il conflitto mondiale alcune frazioni – come Sagliano Micca appunto, Tavigliano e Miagliano – tornarono ad essere comuni autonomi.
Il poeta Franco Massino così descriveva Andorno Micca in una poesia dei primi anni cinquanta:

### Simboli
Lo stemma del Comune è raffigurato in un catasto del 1594. Il consegnamento dello Stato Sabaudo del 1614, con le disposizioni in materia araldica, lo descriveva: d'argento, all'albero di faggio verde, sostenuto da due orsi al naturale, affrontati. È stato ufficialmente concesso con decreto del Presidente della Repubblica del 30 giugno 1963 e si blasona:
Il gonfalone è un drappo partito di rosso e di bianco.
Lo stemma è pressoché identico a quello di San Paolo Cervo.

## Monumenti e luoghi d'interesse

### Architetture religiose

#### Chiesa parrocchiale di San Lorenzo

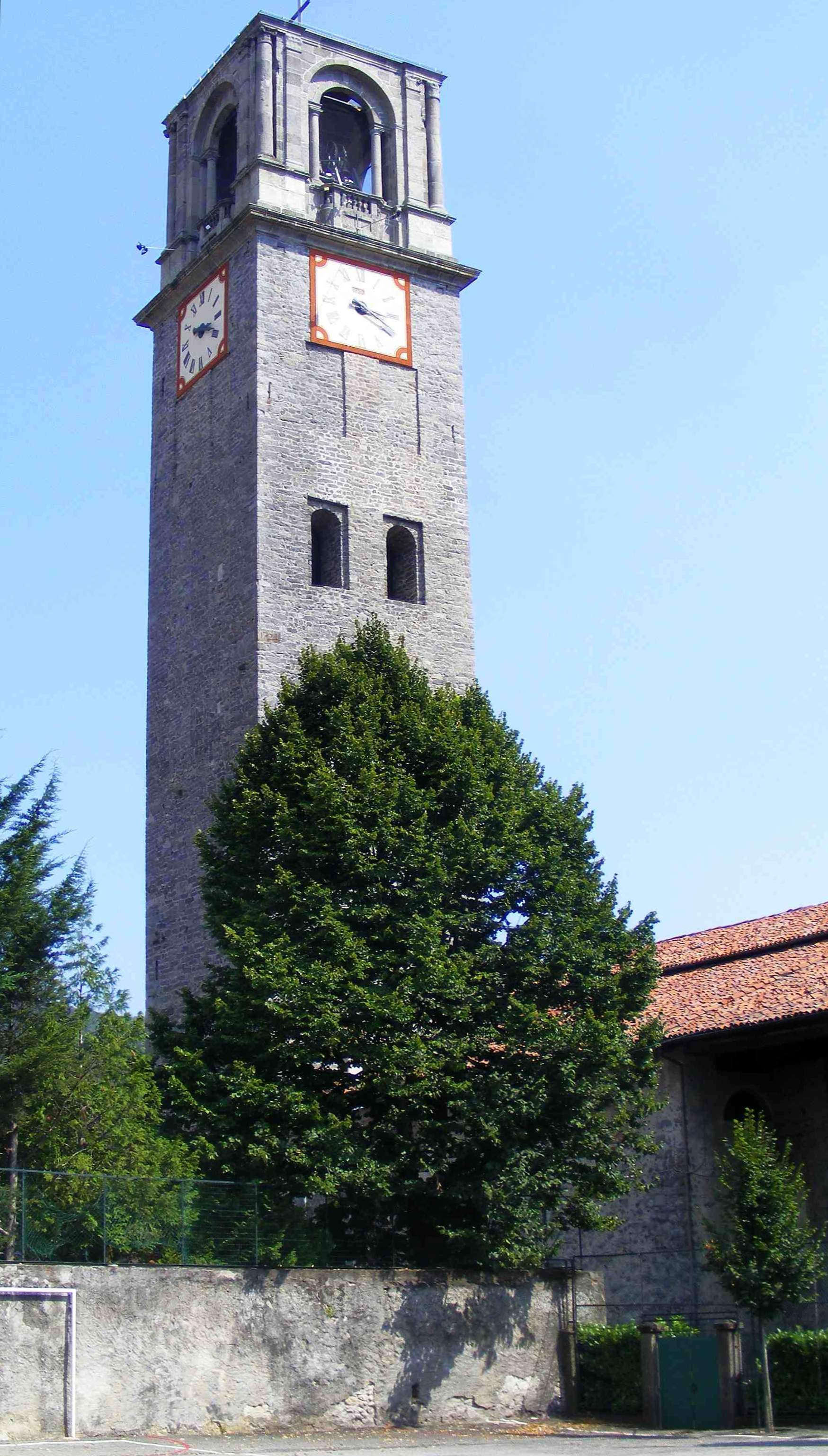
Torre campanaria

La Chiesa parrocchiale di San Lorenzo è il monumento principale del comune: spicca con il suo campanile seicentesco, il più alto del Biellese; alla sua base sorgono la sacrestia e l'archivio parrocchiale. La chiesa fu edificata, secondo quanto riportano le edizioni Bonechi, nel 1464; secondo altre fonti nel 1483, su una precedente struttura risalente al IX-X secolo; è stata poi più volte rimaneggiata, l'ultima nel XVIII secolo con la costruzione di una nuova facciata, opposta a quella originale.
Per avere la giusta percezione del cambiamento, si deve osservare la precedente facciata cinquecentesca con il suo ingresso murato e gli ornati in cotto smaltato, oggi con il ruolo di lato posteriore della chiesa. La facciata monocuspidale, suddivisa da lesene, realizza tre navate interne, un portone d'ingresso e due aperture laterali. Da notare: le decorazioni in cotto degli spioventi formati da archetti gotici, il cotto policromo del rosone centrale e delle due finestre ogivali, i putti e le foglie verdi che si rincorrono creando un'armoniosa cornice, paragonabile alle maioliche rinascimentali fiorentine.
Al suo interno sono conservate le spoglie del pittore e scenografo Bernardino Galliari. Tra i dipinti presenti nella parrocchiale troviamo una tela raffigurante il Martirio di San Lorenzo, opera di Bernardino Galliari, il pulpito scolpito durante la seconda metà del XVII secolo e proveniente dalla chiesa di Santa Maria delle Grazie e la cappella intitolata a San Giulio edificata verso il 1680 in occasione della donazione del corpo del santo.

#### Altre chiese

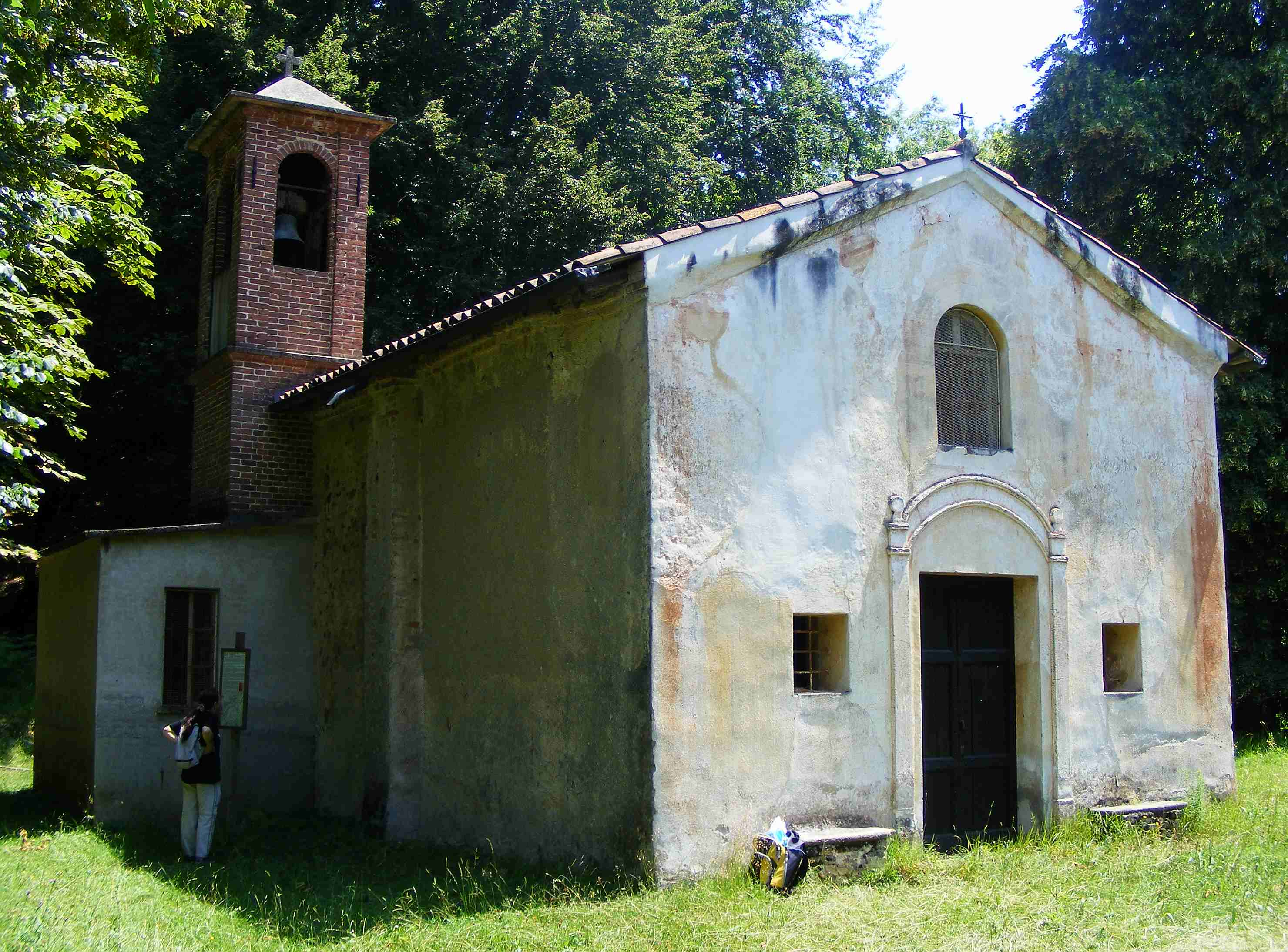
La Cappella degli Eremiti

Tra gli altri edifici di rilievo ad Andorno Micca troviamo: la Commenda di Malta, la Chiesa parrocchiale di San Giuseppe di Casto (XVI secolo) con la sua torre campanaria, la Cappella degli Eremiti (nei boschi al confine con Selve Marcone).

### Architetture civili

#### Pinacoteca civica
Una piccola pinacoteca risalente agli anni novanta, situata presso il palazzo comunale.

## Società

### Evoluzione demografica
Abitanti censiti

### Etnie e minoranze straniere
Al 31 dicembre 2010 gli stranieri residenti ad Andorno erano 244. Le nazionalità più numerose erano:
- Marocco: 146
- Romania: 56

### Raccolta differenziata
Vige il sistema di raccolta differenziata dei rifiuti urbani. Dati:
|               | 2000 | 2001 | 2002 | 2003  | 2004  | 2005  | 2006  | 2007  | 2008  | 2009  | 2010  | 2011  | 2012  |
| Andorno Micca | 6,9% | 7,0% | 6,5% | 11,7% | 11,7% | 16,9% | 18,0% | 18,6% | 20,9% | 22,4% | 21,7% | 24,3% | 31,5% |

## Economia
Conosciuta in passato come centro termale, Andorno Micca centra da decenni la propria economia sull'industria tessile, soprattutto cappellifici. Altre attività riguardano la costruzione di casseforti, serrature di sicurezza e serramenti in alluminio.
Prodotto tipico locale è il liquore Ratafià, preparato nell'originale con ciliegie nere ma anche nelle varianti con albicocche o noci. L'origine del nome è controversa, alcuni lo fanno derivare da un termine francese altri lo ritengono di origine creola. Nel 1700 il farmacista Pietro Rapa avviò la produzione e nel 1880 un pronipote, Giovanni Antonio Rapa riuscì a produrre un prodotto gradevole fabbricato con ciliegie nere, ginepro e noci.
A Carnevale viene prodotto un dolce rustico con farina gialla ed uvetta chiamato "fiacà".

### Giorno di mercato
Ogni lunedì feriale si tiene il mercato cittadino settimanale.

## Infrastrutture e trasporti
Fra il 1891 e il 1958 ad Andorno erano attive due stazioni della ferrovia Biella-Balma, denominate una Andorno Micca e l'altra Andorno Bagni.

## Amministrazione

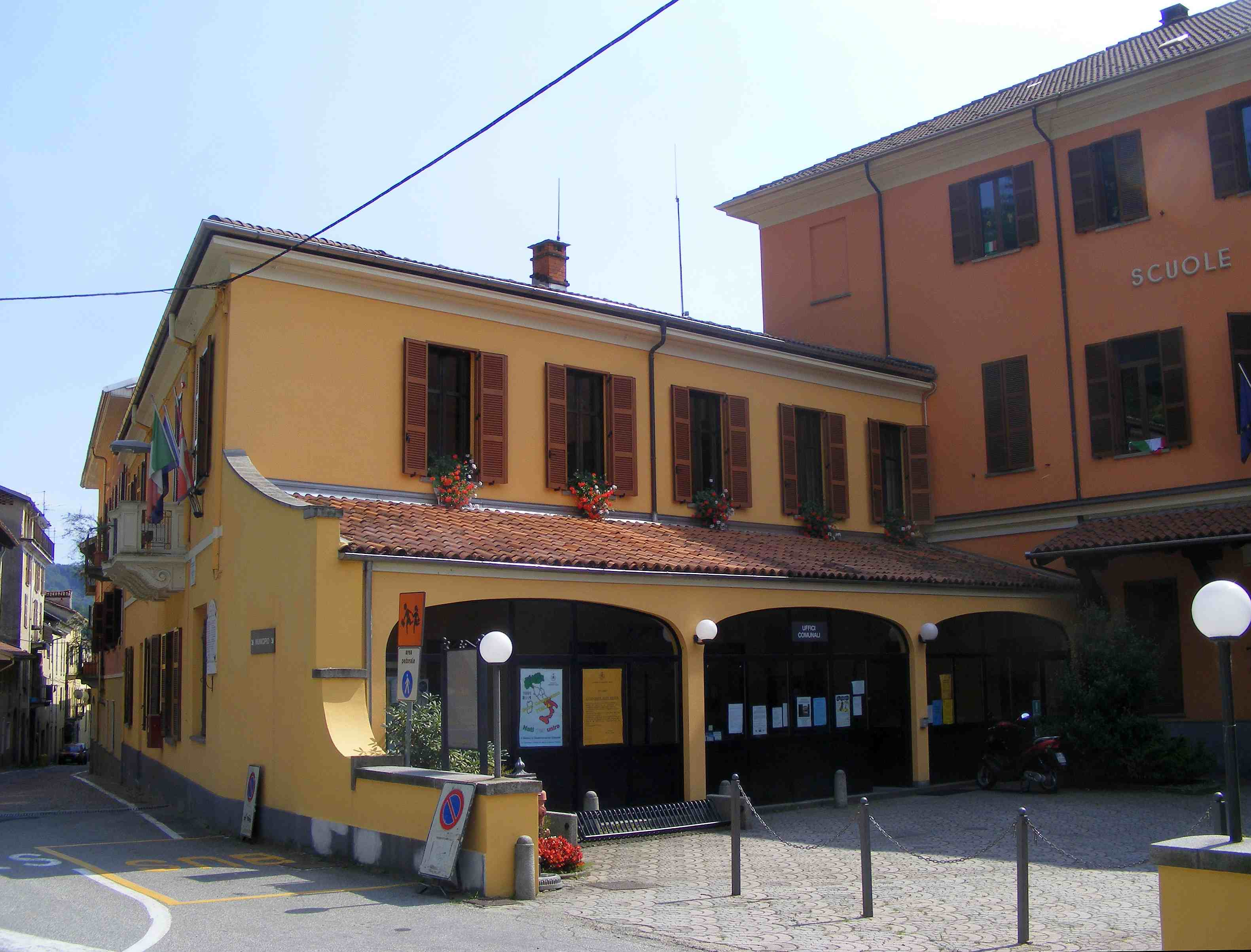
Il municipio

| Periodo | Periodo   | Primo cittadino | Partito                           | Carica  | Note |
| ------- | --------- | --------------- | --------------------------------- | ------- | ---- |
| 2004    | 2009      | Ruggero Gatti   | lista civica                      | Sindaco |      |
| 2009    | 2014      | Stefano Aldrisi | lista civica Insieme per Andorno  | Sindaco |      |
| 2014    | in carica | Davide Crovella | lista civica Progetto per Andorno | Sindaco |      |

### Altre informazioni amministrative
Andorno fece parte a cominciare dal 1973 della Comunità montana Bassa Valle Cervo. Tale comunità montana fu in seguito accorpata dalla Regione Piemonte con la Comunità montana Alta Valle Cervo, andando a formare la Comunità Montana Valle Cervo, che aveva sede ad Andorno e fu anch'essa soppressa assieme alle altre comunità montane.

## Sport

### Trail running

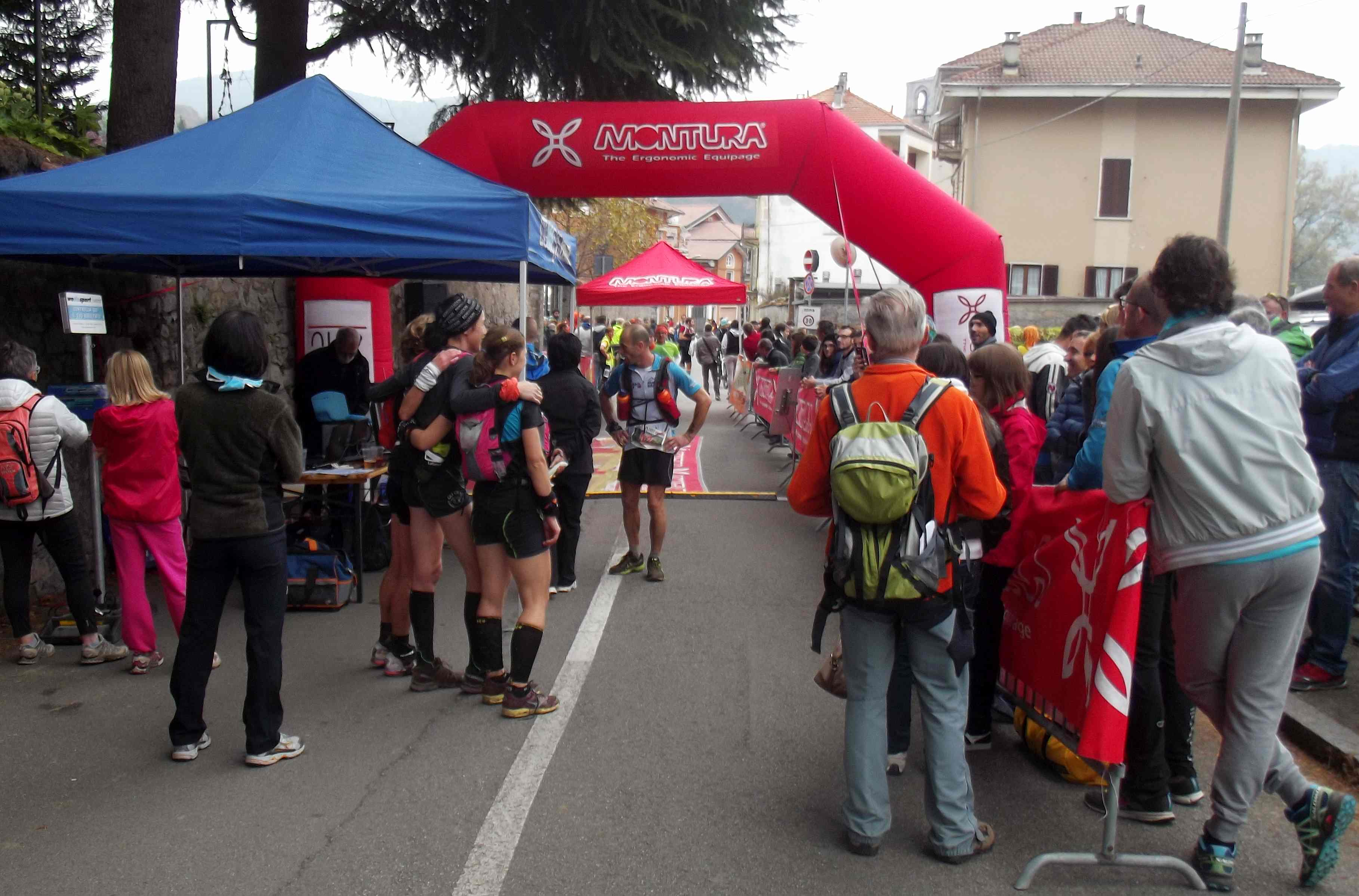
Edizione 2014: l'arrivo a Andorno

Dal 2006 la società sportiva A.S.D. Trail monte Casto organizza il trail running monte Casto. La gara si disputava originariamente su due percorsi, uno da 21 km ed uno da 42. La partenza e l'arrivo sono al parco della Salute di Andorno; si tratta di una gara che, oltre ad essere un evento sportivo, ha l'obiettivo di far conoscere la zona agli appassionati degli sport all'aria aperta. Dal 2009 il più lungo dei percorsi previsti (portato a 44 km) è diventato una prova qualificativa per la partecipazione all'Ultra-Trail du Mont-Blanc. Alle due gare competitive si è inoltre affiancato un minitrail non competitivo di 9 km.